# Samuel Normann
Samuel Normann (ur. 1798, zm. 1863 w Gdańsku) – gdański kupiec i turecki urzędnik konsularny.

## Życiorys
Narodowości żydowskiej. Był współwłaścicielem firmy M.M. Normann (1844), członkiem Korporacji Kupców Gdańskich (Die Korporation der Kaufmannschaft zu Danzig) (1844). Pełnił funkcję konsula generalnego Turcji w Gdańsku (1856-1863).